# Lijst van rijksmonumenten in Maastricht/Capucijnenstraat
Een overzicht van de 17 rijksmonumenten in de stad Maastricht gelegen aan of bij de Capucijnenstraat.
| Object | Oorspronkelijke functie? | Bouwjaar               | Architect       | Locatie              | Coördinaten?                 | Nr.?   | Afbeelding           |
| --- | ------------------------ | ---------------------- | --------------- | -------------------- | ---------------------------- | ------ | -------------------- |
| Huis met lijstgevel.                                                                                      | Gebouw                   | 18e eeuw               |                 | Capucijnenstraat 33A | 50° 51' 9" NB, 5° 41' 8" OL  | 26933  | Meer afbeeldingen    |
| Voormalig klooster en gesticht Miséricorde                                                                | Gebouw                   | 16e-18e eeuw           |                 | Capucijnenstraat 45  | 50° 51' 8" NB, 5° 41' 9" OL  | 26934  | Meer afbeeldingen    |
| Huis met lijstgevel.                                                                                      | Gebouw                   | 18e eeuw               |                 | Capucijnenstraat 47  | 50° 51' 7" NB, 5° 41' 10" OL | 26935  | Meer afbeeldingen    |
| Huisje met lijstgevel.                                                                                    | Gebouw                   | 18e eeuw               |                 | Capucijnenstraat 49  | 50° 51' 7" NB, 5° 41' 10" OL | 26936  | Meer afbeeldingen    |
| Huis met brede lijstgevel, met een rijk gebeeldhouwde Lodewijk XV-ingangsomlijsting.                      | Gebouw                   | derde kwart 18e eeuw   |                 | Capucijnenstraat 51  | 50° 51' 7" NB, 5° 41' 10" OL | 26937  | Meer afbeeldingen    |
| Huisje met lijstgevel.                                                                                    | Gebouw                   | 18e eeuw               |                 | Capucijnenstraat 55  | 50° 51' 6" NB, 5° 41' 10" OL | 26938  | Meer afbeeldingen    |
| Huis met brede lijstgevel, rijk versierd in Regencestijl.                                                 | Woonhuis                 | tweede kwart 18e eeuw  |                 | Capucijnenstraat 57  | 50° 51' 6" NB, 5° 41' 11" OL | 26939  | Meer afbeeldingen    |
| Huis met lijstgevel.                                                                                      | Woonhuis                 | 19e eeuw               |                 | Capucijnenstraat 67  | 50° 51' 5" NB, 5° 41' 11" OL | 26940  | Meer afbeeldingen    |
| Huis met brede lijstgevel, in Lodewijk XVI-stijl.                                                         | Woonhuis                 | laatste kwart 18e eeuw |                 | Capucijnenstraat 73  | 50° 51' 4" NB, 5° 41' 12" OL | 26941  | Meer afbeeldingen    |
| Huis met zeer brede lijstgevel.                                                                           | Woonhuis                 | 18e eeuw               |                 | Capucijnenstraat 75  | 50° 51' 4" NB, 5° 41' 12" OL | 26942  | Meer afbeeldingen    |
| Huis met lijstgevel. Gevelsteen met lelie 17 IN DE LILIET 64.                                             | Woonhuis                 | 1764                   |                 | Capucijnenstraat 82  | 50° 51' 8" NB, 5° 41' 8" OL  | 26943  | Meer afbeeldingen    |
| Huis met brede lijstgevel, onderdeel van Marres.                                                          | Woonhuis                 | eerste helft 18e eeuw  |                 | Capucijnenstraat 98  | 50° 51' 7" NB, 5° 41' 9" OL  | 26944  | Meer afbeeldingen    |
| Huis met smalle lijstgevel.                                                                               | Gebouw                   | 18e eeuw               |                 | Capucijnenstraat 108 | 50° 51' 6" NB, 5° 41' 10" OL | 26945  | Meer afbeeldingen    |
| Huis met lijstgevel.                                                                                      | Gebouw                   | eerste helft 18e eeuw  |                 | Capucijnenstraat 124 | 50° 51' 3" NB, 5° 41' 12" OL | 26946  | Huis met lijstgevel. |
| Kweekschool van Ursulinenklooster.                                                                        | Onderwijs en wetenschap  | 1933                   | Alphons Boosten | Capucijnenstraat 118 | 50° 51' 5" NB, 5° 41' 11" OL | 506634 | Meer afbeeldingen    |
| In traditioneel-ambachtelijke stijl in opdracht van M.B. Ulens, overste van de Ursulinen gebouwde school. | Onderwijs en wetenschap  | 1888                   |                 | Capucijnenstraat 120 | 50° 51' 4" NB, 5° 41' 11" OL | 506635 | Meer afbeeldingen    |
| Kapel van de Zusters Ursulinen                                                                            | Kapel                    | 1890                   | Johannes Kayser | Capucijnenstraat 122 | 50° 51' 3" NB, 5° 41' 12" OL | 506636 | Meer afbeeldingen    |